# The Hurt Process
The Hurt Process was een Britse metalcoreband afkomstig uit Tunbridge Wells, Kent.

## Biografie
De band werd opgericht in 2002 en bracht datzelfde jaar met Another Day haar debuut-ep uit via Loudspeaker Records. De band werd door toonaangevende magazines als Kerrang!, Metal Hammer en Big Cheese geroemd om haar harde sound. In het daaropvolgende jaar deelde de band onder meer een podium met bands als Taking Back Sunday, Atreyu en Silverstein.
In 2003 volgde met Drive By Monologue het debuutalbum van de band en tevens het eerste album dat de band uitbracht via Golf Records. Het album werd in de lente van 2004 door Victory Records op de markt gebracht in Noord-Amerika, waardoor de band ook daar onder de aandacht kwam. Dit leverde ze een plekje op bij de Warped Tour van 2004.
In 2005 bracht de band met ''A Heartbeat Behind een tweede album uit, waarna de band in 2006 bekend maakten dat zij uit elkaar waren gegaan.

## Bezetting
| Laatste line-up - Daniel Lawrence: vocalen - Tom Diamond: gitaar, vocalen - Darren Toms: drums - Duncan McGilvary: bas | Voormalige leden - Ivan Ferreira: vocalen - Brendan McNally: gitaar - Adam Yeoman: drums - Jordan Schulze: gitaar - Alun Burnet-Smith: gitaar - Mark Andrews: vocalen |

## Discografie
Studioalbums
- Drive By Monologue (2003)
- A Heartbeat Behind (2005)

Ep's
- Another Day (2002)
- Last Goodbye (2003)